# Amadynka czarnogardła
Amadynka czarnogardła (Poephila cincta) – gatunek małego ptaka z rodziny astryldowatych (Estrildidae), występuje w Australii. Nie jest zagrożony wyginięciem.

## Podgatunki i zasięg występowania
Wyróżnia się dwa podgatunki Poephila cincta:
- amadynka czarnorzytna (P. cincta atropygialis) – północno-wschodnia Australia
- amadynka czarnogardła (P. cincta cincta) – wschodnio-środkowa Australia

Taksony te były dawniej uznawane za osobne gatunki. Proponowany podgatunek nigrotecta (opisany znad rzeki Chester w północnej części półwyspu Jork) uznany za synonim atropygialis.

## Morfologia
Występuje nieznaczny dymorfizm płciowy. Samiec ma błyszczącą, fioletową głowę, czarną linię od oka do dzioba i czarne gardło oraz pierś. Dziób jest gruby o barwie granatowofioletowej. Brzuch i spód ciała różowe, wierzch ciała fioletowy. Skrzydła fioletowe, ale ich końcówki są czarne. Ogon długi, wcięty, czarny. Samica bardzo podobna, różni się jedynie mniejszą czarną plamą, która obejmuje jedynie gardło. U obu płci nogi są różowe.
Długość ciała 11 cm; masa ciała 12,9–17,1 g.

## Zachowanie
Gatunek agresywny wobec osobników swojego gatunku, jak i innych astryldów. Respekt czuje tylko dla największych gatunków z rodziny astryldowatych. Nieagresywny dla ptaków z innych grup.

## Pokarm
Ptak żywi się drobnymi ziarnami prosa i włośnicy. Chętnie zjada nasiona traw i chwastów. Czasem zjada małe owady.

## Status
W Czerwonej księdze gatunków zagrożonych Międzynarodowej Unii Ochrony Przyrody (IUCN) amadynka czarnogardła od 2012 roku zaliczana jest do kategorii LC (gatunek najmniejszej troski); wcześniej, od 2004 roku klasyfikowano ją jako NT (gatunek bliski zagrożenia). Liczebność populacji nie została oszacowana, ale ptak ten opisywany jest jako dość pospolity, lokalnie pospolity, choć rzadszy w południowej części zasięgu. BirdLife International uznaje trend liczebności populacji za spadkowy ze względu na utratę i degradację siedlisk. Spadki liczebności są jednak mniejsze niż wcześniej sądzono, stąd podjęta decyzja o zmianie statusu zagrożenia.